# 柴崎体育館駅
柴崎体育館駅（しばさきたいいくかんえき）は、東京都立川市柴崎町六丁目にある多摩都市モノレール線の駅。駅番号はTT10。

## 歴史
- 2000年（平成12年）1月10日：立川北駅 - 多摩センター駅間の開通と同時に開業[1]。

## 駅構造
相対式ホーム2面2線を有する高架駅。

### のりば
| 番線 | 路線                 | 行先             |
| ---- | -------------------- | ---------------- |
| 1    | 多摩都市モノレール線 | 上北台方面       |
| 2    | 多摩都市モノレール線 | 多摩センター方面 |

## 利用状況
2020年度の1日平均乗車人員は1,699人である。中央線沿線および京王線沿線への通勤通学客が多く利用している。
近年の1日平均乗車人員推移は下記の通り。
| 年度   | 多摩都市 モノレール | 出典  |
| ------ | ------------------- | ----- |
| 1999年 | 919                 | [ 4 ] |
| 2000年 | 1,111               | [ 4 ] |
| 2001年 | 1,463               | [ 4 ] |
| 2002年 | 1,607               | [ 4 ] |
| 2003年 | 1,711               | [ 4 ] |
| 2004年 | 1,840               | [ 4 ] |
| 2005年 | 1,885               | [ 4 ] |
| 2006年 | 1,976               | [ 4 ] |
| 2007年 | 1,876               | [ 4 ] |
| 2008年 | 1,894               | [ 4 ] |
| 2009年 | 1,899               | [ 4 ] |
| 2010年 | 1,940               | [ 4 ] |
| 2011年 | 1,841               | [ 4 ] |
| 2012年 | 1,932               | [ 4 ] |
| 2013年 | 1,945               | [ 4 ] |
| 2014年 | 2,024               | [ 4 ] |
| 2015年 | 2,086               | [ 4 ] |
| 2016年 | 2,124               | [ 4 ] |
| 2017年 | 2,200               | [ 5 ] |
| 2018年 | 2,245               | [ 6 ] |
| 2019年 | 2,266               | [ 7 ] |
| 2020年 | 1,699               | [ 8 ] |

## 駅周辺
- 立川市柴崎市民体育館（徒歩3分）
- 立川公園
- 多摩川
- 立日橋
- 東京都立立川高等学校
- 星槎国際高等学校立川学習センター
- 日本年金機構 立川年金事務所
- キッチンコート 立川店

## バス路線
最寄りの停留所は「柴崎町六丁目」で、以下の路線が発着する。ただし乗り換え案内の放送は流れない。
北方向
- 立71：立川駅南口（西武バス・立川バス）

南方向
- 立71：富士見町操車場（立川バス）
- 立71：富士見町降車場（立川バス）
- 立71：新道福島（西武バス）

系統番号は同一だが運行区間が異なり、富士見町操車場（降車場）は立川バスのみ、新道福島は西武バスのみ運行される。なお、この路線は両社とも前乗り先払い方式が採用されている。

## 駅名の由来
当初、地名から取った柴崎駅として計画・建設されていたが、付近に立川市柴崎市民体育館があることや、すでにそう遠くない調布市に柴崎駅（京王線）が存在することから、混乱を招かないようにこの名称となった。

## 隣の駅
多摩都市モノレール
 多摩都市モノレール線
立川南駅 (TT11) - 柴崎体育館駅 (TT10) - 甲州街道駅 (TT09)